# Smackshop
Smackshop, jedno od plemena Upper Chinook Indijanaca naseljeno u rano 19. stoljeće od Labiche (Hood River) prema gorju Cascade (Swanton) u Oregonu, odnosno do The Dallesa (Hodge). Godine 1805.
U vrijeme dolaska Meriwether Lewisa i William Clarka, koji ih identificiraju kao podgrupu Chilluckittequawa, oni imaju 24 kuće i oko 800 duša.
Ostali nazivi koje su im ali rani autori su: Sinacsops (Wilkes, 1845), Smackshops, Smacshop (Lewis $ Clark mapa, 1893), Smacsops (Robertson, 1846)), Smakshop (Ind. Aff. Rep., 1854), Smascops (Robertson, 1848), Smockshop (Morse, 1822), Smockshops, Weocksockwillacum (Lewis $ Clark, 1814), 